# Bal champêtre
Bal champêtre ist eine Quadrille von Johann Strauss Sohn (op. 303). Sie wurde am 14. September 1865 in Pawlowsk in Russland erstmals aufgeführt.